# سنغكرمو شيرزادي (مقاطعة غيلانغرب)
سنغكرمو شيرزادي (بالفارسية: سنگ‌کرمو شیرزادی) هي قرية تقع في كرمانشاه في إيران. يقدر عدد سكانها بـ 276 نسمة .